# شقران محير
شقران محير (الاسم العلمي:Puccinia perplexans) هو نوع من الفطريات يتبع جنس الشقران من الفصيلة الشقرانية.